# Tschechische Bischofskonferenz

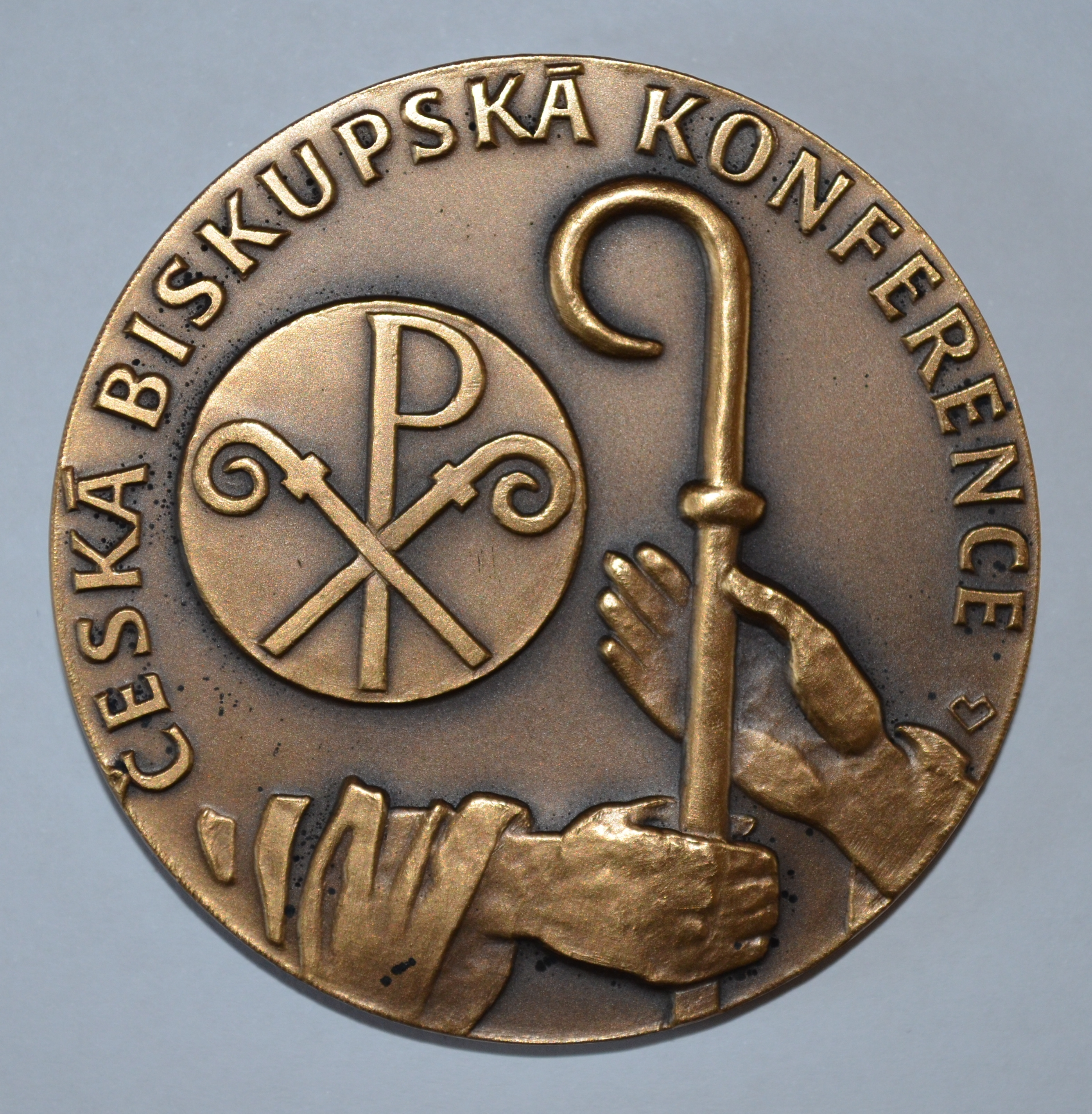
Medaille der Tschechischen Bischofskonferenz, 2012

Die Tschechische Bischofskonferenz (tschechisch Česká biskupská konference) wurde durch den Heiligen Stuhl gegründet und ist die Versammlung der Bischöfe in der Tschechischen Republik. Sie ist die Bischofskonferenz der römisch-katholischen Kirche in Tschechien und der griechisch-katholischen Kirche in Tschechien.

## Arbeitsgrundlage
Die Aufgabe der tschechischen Bischofskonferenz besteht im pastoralen Zusammenhalt der katholischen Christen in Tschechien. Sie soll die Einheit fördern und bedient sich hierzu pastoraler Programme. Diese sollen an die bestehende Zeit und die derzeitigen Umstände angepasst sein.
Die Bischofskonferenz unterliegt den Bestimmungen des Codex Iuris Canonici (CIC) und hat ihren Hauptsitz in Prag. Sie ist Mitglied im Rat der Europäischen Bischofskonferenzen (CCEE) und der Kommission der Bischofskonferenzen der Europäischen Gemeinschaft (COMECE).

## Mitglieder
Römisch-katholisch:

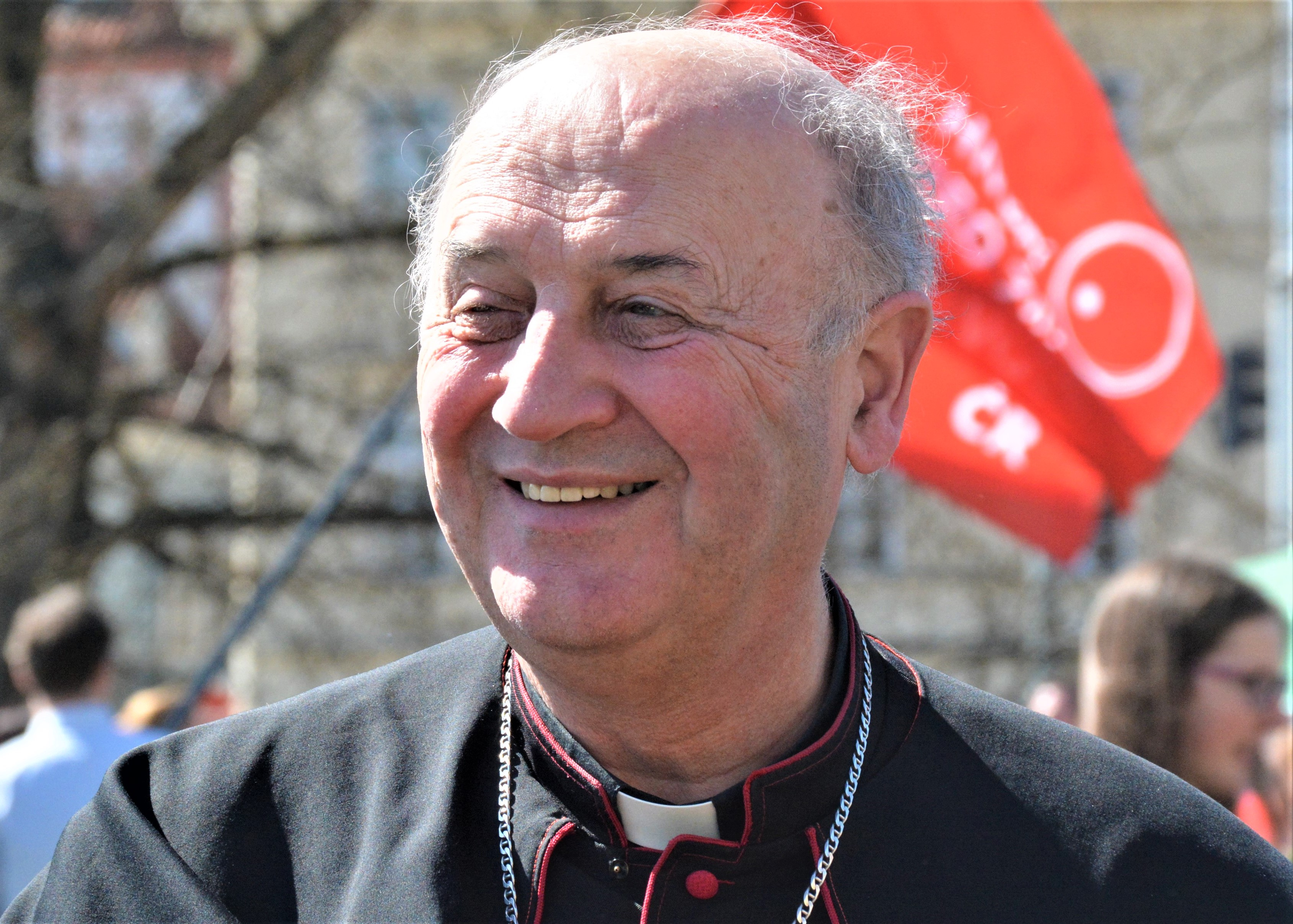
Erzbischof Jan Graubner, Vorsitzender der Tschechischen Bischofskonferenz

- Jan Baxant, Bischof von Leitmeritz
- Vojtěch Cikrle, Bischof von Brünn
- Dominik Kardinal Duka OP, emeritierter Erzbischof von Prag
- Jan Graubner, Erzbischof von Prag
- Karel Herbst, Weihbischof in Prag
- Josef Hrdlička, emeritierter Weihbischof in Olmütz
- Josef Kajnek, Weihbischof in Königgrätz
- Václav Malý, Weihbischof in Prag
- Vlastimil Kročil, Bischof von Budweis
- Pavel Posád, Weihbischof in Budweis
- František Radkovský, emeritierter Bischof von Pilsen
- Tomáš Holub, Bischof von Pilsen
- Jan Vokál, Bischof von Königgrätz

## Organisation
In der Tschechischen Bischofskonferenz gibt es ein Präsidium, einen „Ständigen Rat“, ein Generalsekretariat, mehrere Kommissionen und Räte für besondere Aufgabenbereiche. Ihre Leiter werden durch die Konferenz bestellt, diese können weitere Mitglieder berufen und Sachausschüsse einrichten.

### Das Präsidium
- Präsident der Bischofskonferenz: Jan Graubner, Erzbischof von Prag
- Vizepräsident: Jan Vokál, Bischof von Königgrätz
- Generalsekretär: vakant

### Der Ständige Rat
Der ständige Rat besteht aus dem Präsidium und mindestens einem hinzugewählten Bischof, dieses ist zurzeit František Radkovský.

### Kommissionen
- Für Glaubenslehre und Glaubensgrundsätze
- Für Gottesdienste und Gottesdienstordnung
- Für die Priester und Priesterausbildung
- Für die katholische Ausbildung, Universitätsausbildung, Schulen und Katechese
- Für Wirtschaft und Recht
- Für die Ordensgemeinschaft

### Räte
- Gesellschaftliche Kommunikation
- Laientätigkeit
- Familie
- Jugend
- Wohlfahrt und Mission
- Fürsorgefragen
- Romas, Migranten und Minderheiten
- Für tschechische Staatsbürger im Ausland
- Ökumene
- Gerechtigkeit und Frieden
- Kulturelle und geschichtliche Denkmäler
- Technologie und
- Bioethik

## Vorsitzende seit 1990
- František Kardinal Tomášek, Erzbischof von Prag (1990–1991)
- František Tondra, Bischof von Spiš (1991–1993)
- Miloslav Kardinal Vlk, Erzbischof von Prag (1993–2000)
- Jan Graubner, Erzbischof von Olmütz (2000–2010)
- Dominik Kardinal Duka OP, Erzbischof von Prag (2010–2020)
- Jan Graubner, Erzbischof von Olmütz (ab 2022 Erzbischof von Prag) (seit 2020)